# Bissy-sous-Uxelles
Bissy-sous-Uxelles é uma comuna francesa na região administrativa de Borgonha-Franco-Condado, no departamento Saône-et-Loire. Estende-se por uma área de 3,1 km². Em 2010 a comuna tinha 69 habitantes (densidade: 22,3 hab./km²).